# 발명
발명(發明, 영어: invention)은 전에 없던 새로운 기계, 물건, 작업 과정 따위를 창조하는 일로써, 신규성의 요소를 보여 주는 물체, 과정, 기술을 말한다. 발명은 가끔 초기 개발, 개념, 협동을 기반으로 한다. 발명의 과정은 적어도 기존의 개념이나 방식을 수정하거나 새로운 것으로 변형하는 것을 안다는 전제에서 이루어진다. 그러나 어떠한 발명은 과학이나 기술 분야에서 인간 지식의 범위를 넓힐 만큼 획기적인 경우도 있다. 법적 보호는 가끔 특허라는 수단으로 주어진다. 기능은 개인의 숙련에 의해 달성될 수 있는 것으로서 지식으로서 제3자에게 전달할 수 있는 객관성이 결여되어 있으므로 발명에 해당되지 않는다.

## 역사
베네치아에서 의회의 등기 기록부에 등재된 발명 면허장들을 보면 - 진지한 것이든 아니든 - 열에 아홉은 이 도시가 안고 있는 문제와 관련된 것이다: 석호로 흘러드는 물을 배가 다닐 수 있게 만드는 법, 운하를 파는 법, 늪지의 물을 빼서 개간하는 법, 물을 사용하지 않고(사실 베네치아의 물은 흐르지 않기 때문에 흐르는 물의 수력을 이용하지 못한다.)수차 바퀴를 돌리는 법, 톱이나 맷돌을 움직이는 법, 혹은 타닌(tannin)이나 기타 유리 제조 원재료를 가루로 만드는 망치를 움직이는 법. 사회가 이런 것들을 주문한 것이다.

## 특허법상의 발명
대한민국의 특허법에서는 특허의 대상이 될 수 있는 발명의 의미를 다음과 같이 정의하고 있다.
"발명"이라 함은 자연법칙을 이용한 기술적 사상의 창작으로서 고도한 것을 말한다. (특허법 제2조제1호)
따라서, 자연법칙을 이용한 것이 아니거나, 기술적 사상이 반영되지 않은 것, 창작이 아닌 것, 고도성이 없는 것은 특허를 받을 수 있는 발명에 해당되지 않는 것이 원칙이다. 예를 들어, 병원업무자동화 프로그램, 속기방법, 십진수를 이진수로 변환하는 방법, 임의 각도의 각을 기하학적 작도법에 의해 3등분하는 방법은 자연법칙을 이용하지 않은 정신 사상에 불과하기 때문에 발명의 성립성이 인정되지 않는다.  단순한 아이디어만으로는 순수한 인간의 정신활동에 불과하므로 특허법상 발명으로 성립되지 않으나, 그 아이디어를 구현할 수 있는 구체적 수단으로서 영업모델로서의 비즈니스 모델, 프로세스모델 및 데이터 구조, 속성 등에 관한 데이터 모델이 합쳐지는 경우,  컴퓨터나 정보통신기술을 결합시킨 경우에는 특허법상 발명으로 본다. 영구운동기계장치에 관한 발명은 산업상 이용가능성이 없는 발명(특허법 제29조 제1항 본문) 또는 명세서 기재불비(특허법 제42조 제3항, 제4항)로 거절된다.
명칭을 "생활쓰레기 재활용 종합관리방법"으로 하는 출원발명은 전체적으로 보면 그 자체로는 실시할 수 없고 관련 법령 등이 구비되어야만 실시할 수 있는 것으로 관할 관청, 배출자, 수거자 간의 약속 등에 의하여 이루어지는 인위적 결정이거나 이에 따른 위 관할 관청 등의 정신적 판단 또는 인위적 결정에 불과하므로 자연법칙을 이용한 것이라고 할 수 없으며, 그 각 단계가 컴퓨터의 온 라인(on-line) 상에서 처리되는 것이 아니라 오프 라인(off-line) 상에서 처리되는 것이고, 소프트웨어와 하드웨어가 연계되는 시스템이 구체적으로 실현되고 있는 것도 아니어서 이른바 비즈니스모델 발명의 범주에 속하지도 아니하므로 이를 특허법 제29조 제1항 본문의 "산업상 이용할 수 있는 발명"이라고 할 수 없다. (대법원 2003. 5. 16. 선고 2001후3149 판결)  의약(예: 혈압강하제) 자체는 물건이기 때문에 산업상 이용가능성이 있는 발명이다.
특허법 제42조 제2항은 "특허출원서에는 '1. 발명의 명칭, 2. 도면의 간단한 설명, 3. 발명의 상세한 설명, 4. 특허청구의 범위'를 기재한 명세서 및 필요한 도면을 첨부하여야 한다."고 규정하고 있고, 그 제3항은 " 제2항 제3호의 발명의 상세한 설명에는 그 발명이 속하는 기술분야에서 통상의 지식을 가진 자가 용이하게 실시할 수 있을 정도로 그 발명의 목적, 구성, 작용 및 효과를 기재하여야 한다."고 규정하고 있는 바, 이는 그 출원에 관한 발명이 속하는 기술분야에서 보통 정도의 기술적 이해력을 가진 자, 즉 평균적 기술자가 당해 발명을 명세서 기재에 기하여 출원시의 기술수준으로 보아 특수한 지식을 부가하지 않고서도 그 발명을 정확하게 이해할 수 있고 동시에 재현할 수 있는 정도의 설명이 필요하다. (대법원 1997. 7. 25. 선고 96후2531 판결)
미완성발명이 출원하여 공개된 경우에, 그 미완성발명이 공지기술인 경우 신규성 또는 진보성 부정의 근거가 될 수 있다. (대법원 2000.12.8.선고 98후270 등) 미생물 관련 발명에 대하여 특허출원을 하고자 하는 자는 지정된 기탁기관에 미생물을 기탁하여야 하나, 그 미생물이 당해 발명이 속하는 기술분야에서 통상의 지식을 가진 자가 용이하게 얻을 수 있는 것인 때에는 이를 기탁하지 아니할 수 있다. (특허법시행령 제2조 제1항)

## 관련 단체
- 한국농민발명협회

## 같이 보기
- 한국의 발명과 발견(영어판)
- 혁신
- 발명가
- 특허
- 창조
- 기술